# Championnats du monde de slalom (canoë-kayak) 1949
Navigation
Championnats du monde de slalom 1951
Les 1er Championnats du monde de slalom en canoë-kayak  se sont déroulés en 1949 à Genève, en Suisse sous l'effigie de la Fédération internationale de canoë.

## Note
Seules deux équipes se sont affrontées dans la catégorie hommes C-1 et C-2 par équipe, C-2 et les épreuves catégorie femmes Folding K-1 par équipe.

## Podiums

### Femmes

#### Kayak
| Epreuve                | Or                                                        | Points | Argent                                              | Points | Bronze                  | Points |
| Folding K-1            | Heidi Pillwein (AUT)                                      |        | Fritzi Schwingl (AUT)                               |        | Gerti Pertlwieser (AUT) |        |
| Folding K-1 par équipe | Autriche Gerti Perltwieser Heidi Pillwein Fritzi Schwingl |        | Suisse Marie Fromaigeat Elsa Oderholz Janine Maulet |        | -                       |        |

### Hommes

#### Canoë
| Epreuve        | Or                                                               | Points | Argent                                                                       | Points | Bronze                                         | Points |
| C-1            | Pierre d'Alençon (FRA)                                           |        | Paul Huguet (FRA)                                                            |        | Jan Brzák-Felix (TCH)                          |        |
| C-1 par équipe | France Pierre d'Alençon Paul Huguet Marcel Renaud                |        | Tchécoslovaquie Jan Brzák-Felix Bohumil Karlik Jiri Purchart                 |        | -                                              |        |
| C-2            | France Michel Duboille Jacques Rousseau                          |        | France Claude Neveu Roger Paris                                              |        | Tchécoslovaquie Jan Brzák-Felix Bohumil Kudrna |        |
| C-2 par équipe | France Duboille / Rousseau Gavinet R. / Gavinet S. Neveu / Paris |        | Tchécoslovaquie Jan Brzák-Felix / Bohumil Kudrna Drastik / Nic Konicek /Sulc |        | -                                              |        |

#### Kayak
| Epreuve                | Or                                               | Points | Argent                                             | Points | Bronze                                                  | Points |
| Folding K-1            | Othmar Eiterer (AUT)                             |        | Hans Frühwirth (AUT)                               |        | Werner Zimmermann (SUI)                                 |        |
| Folding K-1 par équipe | Suisse Werner Zimmermann Jean Engler Eduard Kunz |        | Autriche Josef Danek Hans Frühwirt Rudolf Pillwein |        | Tchécoslovaquie Jiri Vales Bohuslav Fiala Alvin Jeschke |        |

## Tableau des médailles
| Rang  | Nation          | Or | Argent | Bronze | Total |
| ----- | --------------- | -- | ------ | ------ | ----- |
| 1     | France          | 4  | 2      | 0      | 6     |
| 2     | Autriche        | 3  | 2      | 1      | 6     |
| 3     | Suisse          | 1  | 2      | 1      | 4     |
| 4     | Tchécoslovaquie | 0  | 2      | 3      | 5     |
| Total | Total           | 8  | 8      | 5      | 21    |